# Ares Galaxy
O Ares Galaxy é um programa de compartilhamento de arquivos de código aberto que funciona por meio de redes peer-to-peer (P2P). Desenvolvido para Windows, o programa é conhecido por oferecer downloads seguros, rápidos e eficientes.